# Blandtjärnen
Blandtjärnen är en sjö i Härjedalens kommun i Härjedalen och ingår i Ljusnans huvudavrinningsområde. Sjön har en area på 0,0521 kvadratkilometer och ligger 576,2 meter över havet.

## Delavrinningsområde
Blandtjärnen ingår i det delavrinningsområde (683627-141856) som SMHI kallar för Ovan Gössjöån. Medelhöjden är 555 meter över havet och ytan är 13,96 kvadratkilometer. Räknas de 4 avrinningsområdena uppströms in blir den ackumulerade arean 117,39 kvadratkilometer. Sexan som avvattnar avrinningsområdet har biflödesordning 3, vilket innebär att vattnet flödar genom totalt 3 vattendrag innan det når havet efter 312 kilometer. Avrinningsområdet består mestadels av skog (82 procent) och sankmarker (11 procent). Avrinningsområdet har 0,05 kvadratkilometer vattenytor vilket ger det en sjöprocent på 0,4 procent.